# Beta Ethniki 2009-2010
La Beta Ethniki 2009-2010 è la 51ª edizione del campionato greco di calcio di secondo livello ed è l'ultimo primo campionato con la denominazione attuale.

## Squadre partecipanti
| Squadra             | Città      |
| ------------------- | ---------- |
| Agrotikos Asteras   | Salonicco  |
| Anagennīsī Karditsa | Karditsa   |
| Diagoras            | Rodi       |
| Doxa Dramas         | Drama      |
| Egaleo              | Egaleo     |
| Ethnikos Asteras    | Kaisarianī |
| Ethnikos Pireo      | Il Pireo   |
| Īlioupolī           | Īlioupolī  |
| Ionikos             | Nikea      |
| Kalamata            | Calamata   |
| Kerkyra             | Corfù      |
| OFI Creta           | Candia     |
| Olympiakos Volos    | Volos      |
| Panaitōlikos        | Agrinio    |
| Panserraïkos        | Serres     |
| Pierikos            | Katerini   |
| Rodos               | Rodi       |
| Thrasyvoulos        | Fyli       |

## Classifica
|  | Pos. | Squadra             | Pt | G  | V  | N  | P  | GF | GS | DR  |
|  | ---- | ------------------- | -- | -- | -- | -- | -- | -- | -- | --- |
|  | 1.   | Olympiakos Volos    | 68 | 34 | 21 | 5  | 8  | 73 | 36 | +37 |
|  | 2.   | Kerkyra             | 63 | 34 | 18 | 9  | 7  | 45 | 25 | +20 |
|  | 3.   | OFI Creta           | 62 | 34 | 18 | 8  | 8  | 44 | 35 | +9  |
|  | 4.   | Ethnikos Pireo      | 53 | 34 | 14 | 11 | 9  | 43 | 30 | +13 |
|  | 5.   | Panserraïkos        | 52 | 34 | 14 | 10 | 10 | 36 | 35 | +1  |
|  | 6.   | Pierikos            | 50 | 34 | 12 | 14 | 8  | 41 | 31 | +10 |
|  | 7.   | Panaitōlikos        | 50 | 34 | 13 | 11 | 10 | 43 | 36 | -7  |
|  | 8.   | Diagoras            | 48 | 34 | 14 | 6  | 14 | 43 | 42 | +1  |
|  | 9.   | Īlioupolī           | 46 | 34 | 12 | 10 | 12 | 33 | 35 | -2  |
|  | 10.  | Agrotikos Asteras   | 45 | 34 | 10 | 15 | 9  | 36 | 31 | +5  |
|  | 11.  | Ethnikos Asteras    | 45 | 34 | 12 | 9  | 13 | 39 | 37 | +2  |
|  | 12.  | Anagennīsī Karditsa | 44 | 34 | 10 | 14 | 10 | 29 | 28 | +1  |
|  | 13.  | Thrasyvoulos        | 41 | 34 | 9  | 14 | 11 | 42 | 42 | 0   |
|  | 14.  | Doxa Dramas         | 40 | 34 | 10 | 10 | 14 | 37 | 49 | -12 |
|  | 15.  | Ionikos             | 39 | 34 | 10 | 9  | 15 | 32 | 45 | -13 |
|  | 16.  | Rodos               | 34 | 34 | 9  | 7  | 18 | 31 | 46 | -15 |
|  | 17.  | Kalamata            | 28 | 34 | 6  | 10 | 18 | 21 | 49 | -28 |
|  | 18.  | Egaleo              | 21 | 34 | 5  | 6  | 23 | 19 | 55 | -36 |

Legenda:

      Ammesse alla Super League 2010-2011
 Ammessa ai Play-off
 Ammessa ai Play-out
      Retrocesse in Football League 2 2010-2011

## Play-off

### Classifica
|  | Pos. | Squadra        | Pt | G | V | N | P | GF | GS | DR |
|  | ---- | -------------- | -- | - | - | - | - | -- | -- | -- |
|  | 1.   | Panserraïkos   | 14 | 6 | 4 | 1 | 1 | 9  | 3  | +6 |
|  | 2.   | OFI Creta      | 12 | 6 | 2 | 3 | 1 | 9  | 8  | +1 |
|  | 3.   | Ethnikos Pireo | 9  | 6 | 2 | 2 | 2 | 11 | 11 | 0  |
|  | 4.   | Pierikos       | 2  | 6 | 0 | 2 | 4 | 6  | 13 | -7 |

Legenda:

      Promosso in Super League 2010-2011
Note:

Tre punti a vittoria, uno a pareggio, zero a sconfitta.
OFI Creta +3 punti
Ethnikos Pireo +1 punti
Panserraikos +1 punto

## Play-out

### Classifica
|  | Pos. | Squadra      | Pt | G | V | N | P | GF | GS | DR |
|  | ---- | ------------ | -- | - | - | - | - | -- | -- | -- |
|  | 1.   | Doxa Dramas  | 11 | 6 | 2 | 3 | 1 | 8  | 5  | +3 |
|  | 2.   | Thrasyvoulos | 10 | 6 | 2 | 2 | 2 | 8  | 9  | -1 |
|  | 3.   | Ionikos      | 9  | 6 | 2 | 2 | 2 | 7  | 8  | -1 |
|  | 4.   | Rodos        | 5  | 6 | 0 | 5 | 1 | 7  | 8  | -1 |

Legenda:

      Retrocesso in Football League 2 2010-2011
Note:

Tre punti a vittoria, uno a pareggio, zero a sconfitta.
Thrasyvoulos +2 punti
Doxa Drama +2 punti
Ionikos +1 punto